# 김성희 (1968년)
김성희(1968년 6월 6일~)는 대한민국의 배우이자 연극인이다.

## 생애
1982년 영화 《종로 블루스》의 단역을 통해 아역 영화 배우로 처음 데뷔했으며, 1983년 KBS 1TV 드라마 《남매》의 단역을 통해 TV 드라마에 처음 출연했었고, 1988년 연극배우로 데뷔를 한 이후, 1989년 영화 《이웃집 남자》의 단역을 통하여 영화에 잠시 복귀 활약하였다. 1990년 영화 《친구야! 친구야!》에 단역 출연하였으며, 1991년 KBS 한국방송공사 14기 공채 탤런트로 정식 데뷔하였다.

## 출연작

### 영화
- 1982년 《종로 블루스》
- 1989년 《이웃집 남자》
- 1990년 《친구야! 친구야!》

### TV 드라마
- 1983년 KBS1 《남매》
- 1991년 KBS2 《대추나무 사랑 걸렸네》
- 1993년 KBS1 《들국화》
- 1993년 KBS2 《굿모닝 영동》
- 1993년 KBS2 《내일은 사랑》
- 1993년 KBS1 《대추나무 사랑 걸렸네》
- 1993년 KBS2 《TV 손자병법》
- 1993년 KBS2 《청춘극장》
- 1994년 KBS2 《한명회》 ... 남효례(훗날 김시습의 장인)의 아내 안씨 부인(훗날 김시습 선생의 빙모)
- 1994년 KBS2 《딸부잣집》
- 1995년 KBS2 《젊은이의 양지》
- 1995년 MBC 《제4공화국》
- 1995년 SBS 《코리아게이트》
- 1996년 KBS2 《며느리 삼국지》
- 1996년 KBS1 《하얀 민들레》
- 1996년 KBS 《드라마게임》
- 1996년 KBS2 《첫사랑》
- 1996년 KBS1 《용의 눈물》
- 1997년 KBS2 《파랑새는 있다》
- 1997년 MBC 《신데렐라》
- 1997년 KBS1 《대추나무 사랑 걸렸네》
- 1997년 SBS 《미아리 일번지》
- 1997년 SBS 《화이트 크리스마스》
- 1998년 KBS2 《아씨》
- 1998년 SBS 《순풍 산부인과》
- 1998년 ITV 《가족》
- 1998년 EBS 《내일》
- 1999년 KBS2 《천사의 키스》
- 1999년 KBS2 《유정》
- 2000년 KBS2 《성난 얼굴로 돌아보라》
- 2000년 MBC 《전원일기》
- 2000년 KBS2 《가을동화》
- 2000년 KBS2 《부부클리닉 사랑과 전쟁》
- 2001년 KBS 《드라마시티》
- 2002년 KBS2 《햇빛 사냥》
- 2002년 SBS 《오픈드라마 남과 여》
- 2002년 EBS 《학교 이야기》
- 2002년 KBS1 《대추나무 사랑 걸렸네》
- 2002년 EBS 《역사탐구 과거와의 대화》
- 2002년 MBC 《전원일기》
- 2003년 EBS 《역사극장》
- 2014년 KBS1 《산 너머 남촌에는 시즌 2》 ... 손기숙 역
- 2021년 MBC 《두 번째 남편》 ... 박행실 역